# Tibiriçá
Tibiriçá (muerto en 1562) bautizado como Martim Afonso, fue un cacique amerindio de Brasil que se convirtió al cristianismo bajo los auspicios del misionero canario José de Anchieta y que apoyó a los portugueses durante la colonización de Brasil. 
Tibiriçá acaudilló a la tribu de los tupiniquins de Piratininga y a otras etnias. Su hija, Bartira, tomó el nombre de Isabel y se casó con un portugués llamado João Ramalho. Después de su conversión al cristianismo, se convirtió en un aliado estratégico y protector de los jesuitas y los portugueses; Su nombre aparece en las cartas a San Ignacio de Loyola y del rey Juan III de Portugal. Tibiriçá se mantuvo al lado de los jesuitas junto a su sobrino y su yerno João Ramalho, contradiciendo a su propio hermano Piquerobi el cual rechazaba la colonización y a quien se enfrentó en el cerco de Piratininga.
Las nietas de Tibiriçá y sus descendientes se casaron con nobles portugueses que dirigieron la colonización de São Paulo bajo la dirección de Martim Afonso de Sousa, entre ellos Jorge Ferreira, Domingos Luiz (caballero de la Orden de Cristo) y Tristão de Oliveira, hijo del capitán general Antonio de Oliveira y Genebra Leitão de Vasconcelos, ambas importantes familias nobles.
Tibiriçá dejó muchos descendientes en Brasil y en otros lugares, a través de sus hijas, que tuvieron descendencia con colonos portugueses. Amador Bueno y sus descendientes, por ejemplo. Tibiriçá también es el decimocuarto bisabuelo de la Reina Silvia de Suecia.
Los restos del cacique Tibiriçá reposan en la cripta de la Catedral Metropolitana de São Paulo.